# Johnny Mantz
Johnny Mantz (Hebron, Indiana, 18 september 1918 - Ojai, Californië, 25 oktober 1972) was een Amerikaans Formule 1-coureur. Hij nam deel aan de Indianapolis 500 van 1948, 1949 en 1953, maar scoorde hierin geen punten.